# サウス・コーカサスパイプライン
サウス・コーカサスパイプライン（アゼルバイジャン語:Bakı–Tbilisi–Ərzurum boru xətti、ジョージア語:შაჰდენიზის გაზსადენი、トルコ語:Bakü-Tiflis-Erzurum Doğalgaz Boru Hattı）は、アゼルバイジャンのバクー（サンガチャル・ターミナル）からトルコのエルズルムを結ぶ、全長692キロメートル（430マイル）の天然ガスパイプライン。バクー・トビリシ・エルズルムパイプライン（英: Baku–Tbilisi–Erzurum Pipeline）、BTEパイプライン（英: BTE Pipeline）、シャー・デニズパイプライン（英: Shah Deniz Pipeline）とも呼ばれる。
カスピ海のシャー・デニズガス田からの天然ガスを輸送し、原油パイプラインのバクー・トビリシ・ジェイハンパイプライン（BTCパイプライン）と並走している。

## 歴史
2006年5月21日、試験運転のために天然ガスがサンガチャル・ターミナルからパイプラインに供給され、9月30日から運用が開始された。12月15日にはシャー・デニズガス田からの天然ガス輸送が開始された。
2008年8月12日、南オセチア紛争の影響により、運営会社のBPは保安上の理由からサウス・コーカサスパイプラインを閉鎖、8月14日に供給が再開された。

## 技術的な特徴
サウス・コーカサスパイプラインは直径42インチ（1,070 mm）で、バクー・トビリシ・ジェイハンパイプライン（BTCパイプライン）と同じルートを通り、トルコのエルズルムまで続き、エルズルムではBTCパイプラインが地中海へ向けて南に伸びている。サウス・コーカサスパイプラインの全長は692キロメートル（430マイル）で、そのうち442キロメートル（275マイル）がアゼルバイジャン、248キロメートル（154マイル）がジョージア領内を通過している。パイプラインの初期容量は、年間88億立方メートル（3100億立方フィート）で、シャー・デニズガス田開発の第2段階では、30億米ドル規模の経費でループ追加とコンプレッサーステーション2か所を新設することによって、容量が最大250億立方メートル（8800億立方フィート）に増加する。今後、パイプラインに接続される可能性があるトルクメニスタンとカザフスタンは、計画中のカスピ海横断ガスパイプラインを通じて、第二のラインを建設することにより、容量を最大600億立方メートル（2.1兆立方フィート）に拡大することを提案した。

## パイプラインの株主
サウス・コーカサスパイプラインは、BPとSOCARの主導するコンソーシアムによって所有されている。コンソーシアムが設立した操業会社サウス・コーカサスパイプライン社（英: South Caucasus Pipeline Co.）の株主構成を以下に示す。
| 株主                         | 国               | 保有率 |
| ---------------------------- | ---------------- | ------ |
| BP                           | イギリス         | 28.83% |
| TPAO                         | トルコ           | 19.00% |
| SOCAR                        | アゼルバイジャン | 16.67% |
| ペトロナス                   | マレーシア       | 15.50% |
| ルクオイル                   | ロシア           | 10.00% |
| ナフティランインタートレード | イラン           | 10.00% |